# PGC 70880
LEDA/PGC 70880 (70881) (NGC 7562A) ist eine Spiralgalaxie vom Hubble-Typ Sd im Sternbild Fische auf der Ekliptik. Sie ist schätzungsweise 163 Millionen Lichtjahre von der Milchstraße entfernt und hat einen Durchmesser von etwa 70.000 Lichtjahren. Gemeinsam mit NGC 7562  bildet sie ein gravitativ gebundenes Galaxienpaar.
Im selben Himmelsareal befinden sich u. a. die Galaxien NGC 7557, NGC 7564, NGC 7577, NGC 7591.
Das Objekt wurde am 25. Oktober 1785 von William Herschel entdeckt.